# Musikjahr 1761
Liste der Musikjahre

◄◄ | ◄ | 1757 | 1758 | 1759 | 1760 | Musikjahr 1761 | 1762 | 1763 | 1764 | 1765 | ► | ►►

Weitere Ereignisse
Dieser Artikel behandelt das Musikjahr 1761.

## Ereignisse

### Uraufführungen
- Januar/Februar: Die Oper Artaserse von Johann Christian Bach hat seine Uraufführung am Teatro Regio in Turin. Er erhält daraufhin den Auftrag, für das Teatro San Carlo in Neapel zwei weitere Opern zu schreiben.
- 11. Februar: Am Herzoglichen Theater in Stuttgart erfolgt die Uraufführung der Oper L’olimpiade von Niccolò Jommelli auf ein Libretto von Pietro Metastasio. Eine weitere Vertonung des Stoffes durch Niccolò Piccinni wird während des Karnevals in Rom am Teatro delle Dame uraufgeführt.
- 00. Mai: Die Oper Demofoonte von Niccolò Piccinni auf ein Libretto von Pietro Metastasio hat ihre Uraufführung am Teatro Moderno in Reggio nell’Emilia. Eine weitere Vertonung von Antonio Boroni wird in Senigallia im gleichen Jahr uraufgeführt.
- 17. Oktober: In Wien findet die vielbeachtete Uraufführung des Balletts Don Juan von Christoph Willibald Gluck statt, zu dem der Tänzer und Choreograf Gasparo Angiolini die Choreographie geschaffen hat.
- 04. November: Die Oper Catone in Utica von Johann Christian Bach wird am Teatro San Carlo in Neapel uraufgeführt.
- 05. November: Die Oper Don Quichotte auf der Hochzeit des Comacho von Georg Philipp Telemann wird in Hamburg uraufgeführt. Telemann hat das Libretto des jungen Daniel Schiebeler für seine Zwecke völlig umgearbeitet.
- 08. Dezember: Die Oper Le cadi dupé von Christoph Willibald Gluck hat ihre Uraufführung am Burgtheater in Wien.

### Sonstiges

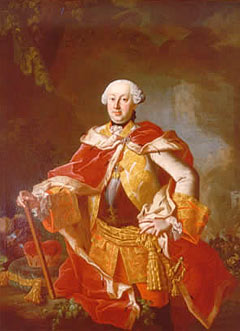
Paul II. Anton Esterházy de Galantha (1711–1762)

- Joseph Haydn wird Vizekapellmeister im Hause der Familie Esterházy und komponiert seine drei Tageszeiten-Sinfonien Le matin, Le midi und Le soir und die 15. Sinfonie.
- Carl Philipp Emanuel Bach veröffentlicht in Berlin „Sechs Sonaten fürs Clavier“ als Fortsetzung seines Sonatenbandes vom Vorjahr.
- Leopold Mozart zeichnet ein Andante und ein Allegro als des „Wolfgangerl Compositiones“ auf, denen ein weiteres Allegro und ein Menuetto folgen, datiert auf den 11. bzw. 16. Dezember.

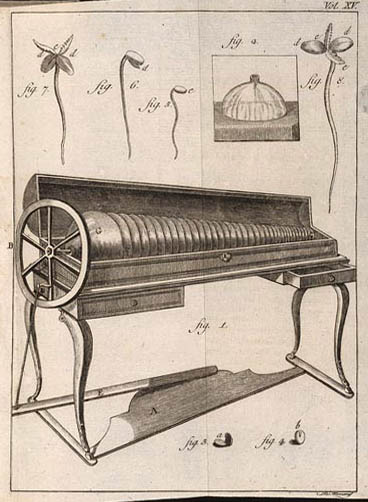
Franklins Glasharmonika

- Benjamin Franklin entwickelt die Glasharmonika.

## Geboren

### Geburtsdatum gesichert
- 20. Februar: Ludwig Abeille, deutscher Komponist († 1838)
- 22. Februar: Erik Tulindberg, finnischer Komponist († 1814)
- 17. Mai: Carl Gotthold Claunigk, deutscher Orgelbauer († 1829)
- 16. August: Jewstignei Ipatowitsch Fomin, russischer Komponist († 1800)
- 19. August: Rose-Adélaïde Ducreux, französische Porträtmalerin und Musikerin († 1802)
- 14. September: Pavel Mašek, tschechischer Komponist († 1826)
- 17. September: Bernard Viguerie, französischer Musiker und Komponist († 1819)
- 01. November: Angelo Anelli, italienischer Librettist und Schriftsteller († 1820)

### Genaues Geburtsdatum unbekannt
- Joseph Augustin Gürrlich, deutscher Organist und Komponist († 1817)
- Jean-Joseph Rousseau, französischer Tenor († 1800)
- Vittorio Trento, italienischer Komponist († 1833)

## Gestorben

### Todesdatum gesichert
- 03. Januar: Willem de Fesch, niederländischer Violinist und Komponist (* 1687)
- 16. Januar: Antonín Jiránek, tschechischer Komponist (* um 1712)
- 28. Januar: Francesco Feo, italienischer Komponist (* 1691)
- 07. Februar: Balthasar Wüst, deutscher Ordensgeistlicher, Kirchenmusiker und Komponist (* 1720)
- 15. Februar: Carlo Cecere, italienischer Komponist (* 1706)
- 22. März: Georg Litzel, protestantischer Pastor, Kirchenliedforscher und Sprachgelehrter (* 1694)
- 00. April: François-Étienne Blanchet, französischer Cembalobauer (* 1695)
- 12. Mai: Johann Christian Köhler, deutscher Orgelbauer (* 1714)
- 12. Juni: Meinrad Spieß, deutscher Komponist (* 1683)
- 14. August: Birgitte Christine Kaas, dänisch-norwegische Poetin, Kirchenlieddichterin und Übersetzerin (* 1682)
- 08. September: Charlotte Elisabeth Nebel, deutsche Kirchenlieddichterin und Erbauungsschriftstellerin (* 1727)
- 29. September: Angelo Maria Scaccia, italienischer Komponist und Geiger (* um 1690)
- 11. Oktober: Johann Pfeiffer, deutscher Komponist, Violinist und Kapellmeister (* 1697)
- 22. Dezember: Christoph Pantzner, mährisch-österreichischer Orgelbauer (* um 1682)

### Genaues Todesdatum unbekannt
- Christian Ferdinand Abel, deutscher Violinist und Gambist (* 1682)
- Pierre Hugard, französischer Komponist und Chorleiter (* 1726)